# 天囷增七
天囷增七，即白羊座ξ（ξ Ari, ξ Arietis），是一颗位于白羊座的恒星，它距离地球约600光年。
天囷增七是一颗蓝白色的B-型次巨星，视星等为+5.48。
白羊座ξ在中国星官系统中属于西方白虎七宿中胃宿的星官天囷增星第七星，因此被称为天囷增七。